# Bromma kyrka (stadsdel)
Bromma Kyrka är en stadsdel kring Bromma kyrka i Västerort inom Stockholms kommun. Den gränsar till Norra Ängby, Beckomberga, Eneby och Riksby. Stadsdelen bildades 1932, där norra delen 1940 utbröts till en egen stadsdel Eneby.
I början av 1900-talet ägdes marken, där stadsdelen Bromma Kyrka nu breder ut sig av Eneby gård, kyrkoherdebostället vid Bromma kyrka och Beckomberga gård. Området kallades då Bromma kyrktrakt.
Eneby gårds dåvarande ägare började 1905 att sälja tomter för villabebyggelse. Försäljningen pågick i tio år men var inte särskilt omfattande. Några kvarter låg söder om Bällstavägen och ingår nu i stadsdelen Bromma Kyrka. Staden köpte 1938 återstoden av fastigheten och bebyggdes med småstugor. Eneby gård revs 1968. Marken styckades i två delar. Man skulle först exploatera delen öster om Bällstavägen, var det meningen, för att sedan fortsätta med den västra delen. I stället blev det så att Sundbyberg köpte den västra delen av tomtmarken för att anlägga ett reningsverk. Området som ligger öster om Bällstavägen kom då att bilda Bromma Villastad. Eneby gårds ägare sålde tomter, som han kallade Bromma Villastad. Denna försäljning var avslutad 1914. En stor del av Bromma kyrkojord såldes 1918 för att bebyggas. För detta ändamål bildades Föreningen Bromma Trädgårdar u.p.a., som bestod fram till 1946. En mängd mycket stora villatomter har bildats och bebyggts genom att man delade de ursprungliga tomterna. Bromma församling har medeltida ursprung. Den 1 maj 1909 utbröts Sundbybergs församling från Bromma församling. Bromma församling utgjorde till den 1 maj 1909 ett eget pastorat för att därefter till den 1 maj 1916 vara moderförsamling i pastoratet Bromma och Sundbyberg, för att därefter åter utgöra ett eget pastorat. 
År 1915 bjöds delar av kyrkoherdebostället ut till försäljning av Kungl. Maj:t. Stockholms stad visade inte något intresse för att köpa området. Det blev i stället några handlingskraftiga män, som bildade Föreningen Bromma Trädgårdar u.p.a.. Denna förening köpte 1919 området söder och öster om Bromma kyrka. År 1923 köpte föreningen även en del av Beckombega gård, som låg sydväst om kyrkan, eftersom efterfrågan på tomter blev så stor. När Föreningen Bromma Trädgårdar upphörde att existera bildade villaägarna 1950 Bromma Kyrkas Villaägarförening upa. 1957 var det dags för en sammanslagning av Föreningen Bromma Trädgårdar upa och den 1920 bildade föreningen Föreningen Bromma Villastad u.p.a.. Den sammanslagna föreningen har namnet Bromma Kyrkas Villaägarförening u.p.a..
Till en början var tomterna i området stora, 4000 - 7000 kvadratmeter stora, men under årens lopp blev tomtavstyckningar allt vanligare. Nu ligger tomternas areal mellan 300 och 3500 kvadratmeter.

## Gatunamnen
I stadsdelen Bromma Kyrka har kvarteras- och gatunamn ofta sitt ursprung efter kyrkoherdars ocoh godsägares namn, t.ex. Doktor Abrahams väg och Stierncronas väg eller har vägarna namn som syftar på kyrkliga företeelser eller föremål, t.x. Prebendet, Annexet, Kyrkhåven och Vapenhuset. Även historiska namn som Attundavägen och Dalkarlslägret förekommer. Man har främst använt kategorien "kyrkan och dess tjänare" vid namnsättningen av vägarma i stadsdelen Bromma Kyrka. Men även en del namn med lokal anknytning har använts.
Spångavägen fick sitt namn 1938, det är en lång väg och den startar vid Brommaplan och ända till Spånga. Spångavägen går via västra delen av Riksby genom hela stadsdelen Bromma Kyrka och Eneby och vidare genom Flysta och Sundby fram till korsningen vid Bromstensvägen, som övergår till Spånga stationsväg, som ligger utefter Spånga station i stadsdelen Solhem. Fjorton vägar i stadsdelen Bromma Kyrka fick sina namn redan 1924. Dessa vägar var Attundavägen, Bergenhielmsvägen, Doktor Abrahams Väg, Fornborgsgränd, Gliavägen, Kyrkvaktarstigen, Lillskogsgränd, Lillängsvägen, Murlindan, Ringarstigen, Rundkyrkoallén, Rännilskroken, Urban Hjärnes Väg och Vultejusvägen. År 1926 fick Stierncronas Väg, Torvsticksvägen, Vassvägen och Vretvägen sina namn. Bromma Kyrkväg fick sitt namn 1933, tidigare hette vägen Brommavägen, vägen leder till Bromma kyrka. Det året fick även Kläppstigen, Prostvägen, Norlindsvägen och Terserusvägen sina namn. Klockarstigen går intill kvarteret Klockarvreten och fick sitt namn 1938. Annexvägen fick sitt namn 1946 i anslutning till kvarteret Annexet: "Bromma församling var under tiden 1663-1784 annex till Riddarholmens församling". På 1940-talet fick Dalkarlsgränd och Stenhammarsvägen sina namn.

## Demografi
År 2020 hade stadsdelen cirka 2 700 invånare, varav cirka 14 procent med utländsk bakgrund.